# 安东尼奥·加仑伽
安东尼奥·卡尔洛·拿破伦·加仑伽（義大利語：Antonio Carlo Napoleone Gallenga，1810年11月4日—1895年12月16日）是意大利记者、作家、老师。

## 作品
- 《History of Piedmont》（《皮埃蒙特史》）
- 《Italy Past and Present》 （《意大利过去和现在》）
- 《Country Life in Piedmont 》（《皮埃蒙特乡村生活》）
- 《Italy Revisited》（《意大利再研究》）
- 《The Pope [Pius IX] and the King [Victor Emmanuel] 》 （《庇护九世教皇与维克多•伊曼纽国王》）
- 《Iberian Reminiscences》 （《伊比利亚回忆录》）
- 《The Invasion of Denmark in 1864》 （《1864年入侵丹麦》）